# Aeropuerto Internacional de Cefalonia
El Aeropuerto Internacional de Cefalonia (IATA: EFL, ICAO: LGFK) es un aeropuerto que opera en la isla de Cefalonia. El aeropuerto ha estado operando de manera ininterrumpida desde su construcción en 1971. Posee un área total del aeropuerto de 82 ha y se encuentra a 8 km de la capital de la isla, Argostoli.

## Aviones
El aeropuerto tiene instalaciones como para permitir cuatro aviones en sus pistas a la vez y además cuenta con un párking de 3.500 m² para pequeños aviones.

## Dentro del aeropuerto
El aeropuerto cuenta con dos cintas para maletas y cuatro mostadores, dos de ellos operados por Olympic Air. También hay alquileres de coches y una pequeña tienda. A la salida del aeropuerto normalmente hay taxis esperando a los turistas o habitantes de la isla.

## Vuelos
| Compañía          | Destinos |
| ----------------- | --- |
| Austrian Airlines | Temporal: Viena |
| EasyJet           | Temporal: Londres-Gatwick |
| JAT               | Charter temporal: Belgrado |
| Olympic Air       | Atenas Temporal: Londres-Gatwick                                                                                                  |
| Transavia         | Charter temporal: Ámsterdam |
| TUI Airways       | Charter temporal: Birmingham, Brístol, Cardiff, Londres-Gatwick, Londres-Luton, Londres-Stansted, Mánchester, Newcastle upon Tyne |

## Estadísticas
Ver fuente y consulta Wikidata.
| Año  | Vuelos | Pasajeros entrantes | Pasajeros salientes |
| ---- | ------ | ------------------- | ------------------- |
| 2001 | 1.078  | 20.674              | 21.541              |
| 2002 | 1.072  | 19.276              | 20.630              |
| 2003 | 1.338  | 20.362              | 20.948              |